# Martiya
Martiya (... – 521 a.C.) è stato un sovrano elamico.
Fu il secondo, dopo Âššina, a capeggiare la ribellione elamica contro il re Dario I di Persia.

## Biografia
Nato in Persia da Zinzakriš, la storia di Martiya si lega alle vicende che seguirono l'ascesa al trono di Dario I di Persia. Nel 522 a.C. questi aveva preso il potere sconfiggendo l'usurpatore Gaumata. La sua ascesa al trono aveva però creato tensioni in varie regioni della Persia, tra le quali vi era anche l'Elam, che cercarono di sfruttare la situazione per ottenere l'indipendenza. In tal senso, Martiya non fu il primo a guidare la rivolta dell'Elam contro Dario: nel 522 a.C. infatti, un altro re elamita, Âššina, aveva scatenato una rivolta che però era stato repressa dopo pochi mesi. Un paio di mesi dopo quindi Martiya prese il comando della ribellione proclamandosi re dell'Elam con il nome di Ummaniš. Tuttavia Martiya adottò una politica più accondiscendente verso Dario, non minacciandolo direttamente. Forse anche per questo, Dario preferì concentrarsi inizialmente su altre ribellioni, non ritenendo quella di Martiya eccessivamente pericolosa. La situazione mutò quando Dario, sedate le rivolte più pericolose, tra cui quella di Fraorte, marciò con le sue truppe verso la regione dell'Elam, deciso a riprenderne il controllo. La popolazione elamita, temendo punizioni da parte di Dario, decise dunque di eliminare da sé Martiya, nella speranza di evitare ulteriori punizioni. La data di uccisione di Martiya viene indicata nell'Iscrizione di Behistun come risalente al giugno del 521 a.C. circa. Ad ogni modo, la morte di Martiya non pose subito fine alla rivolta dell'Elam, perché pochi mesi dopo gli elamiti si ribellarono di nuovo sotto la guida di Atamaita, il quale venne sconfitto da Gobria, sancendo così la fine definitiva della rivolta dell'Elam.